# Lakargiïta
La lakargiïta és un mineral de la classe dels òxids que pertany al grup de la perovskita. Rep el seu nom en honor del lloc on va ser descoberta: el mont Lakargi (Kabardino-Balkària,
Rússia).

## Característiques
La lakargiïta és un òxid de fórmula química CaZrO₃. Cristal·litza en el sistema ortoròmbic. És l'anàleg mineral amb zirconi de la perovskita; amb la qual és isostructural.
Segons la classificació de Nickel-Strunz, la lakargiïta pertany a «04.CC: Òxids amb relació Metall:Oxigen = 2:3, 3:5, i similars, amb cations de mida mitjana i gran» juntament amb els següents minerals: cromobismita, freudenbergita, grossita, clormayenita, yafsoanita, lueshita, natroniobita, perovskita, barioperovskita, megawita, loparita-(Ce), macedonita, tausonita, isolueshita, crichtonita, davidita-(Ce), davidita-(La), davidita-(Y), landauita, lindsleyita, loveringita, mathiasita, senaita, dessauita-(Y), cleusonita, gramaccioliïta-(Y), diaoyudaoita, hawthorneita, hibonita, magnetoplumbita, lindqvistita, latrappita, plumboferrita, yimengita, haggertyita, nežilovita, batiferrita, barioferrita, jeppeita, zenzenita i mengxianminita.

## Jaciments
La lakargiïta va ser descoberta al mont Lakargi (Kabardino-Balkària,
Rússia). També ha estat descrita a un meteorit trobat a Algèria; a diferents indrets d'Alemanya; a Tulul al Hamman (Amman,
Jordània), a altres indrets de la regió Kabardino-Balkària; i a la mina de carbó Kalinin (Donetsk, Ucraïna).